# Asociación Europea de Libre Comercio
La Asociación Europea de Libre Comercio (AELC), también conocida por sus siglas en inglés EFTA (European Free Trade Association), es un bloque comercial (ALC) formado por Islandia, Liechtenstein, Noruega y Suiza. Creado el 4 de enero de 1960 por la Convención de Estocolmo como alternativa a la Comunidad Económica Europea (1957) e integrada inicialmente por Austria, Dinamarca, Reino Unido, Noruega, Portugal, Suecia y Suiza. Entró en vigor en junio de 1960. En 1961 entró Finlandia, en 1970 Islandia y en 1991 Liechtenstein.
La AELC agrupa a los países europeos que prefirieron no ingresar en la Unión Europea.
Su objetivo consiste en lograr la expansión económica y la estabilidad financiera de todos sus miembros. 
Tras el abandono de la AELC y entrada en la CEE del Reino Unido y Dinamarca en 1973, Portugal en 1986, Austria, Suecia y Finlandia en 1995, el papel de la AELC ha disminuido notablemente. Permanecen dos países alpinos: Liechtenstein y Suiza, los cuales son territorios tradicionalmente considerados de baja tributación; y dos países nórdicos, Noruega e Islandia, aunque este último inició los trámites para adherirse a la UE, sin embargo en marzo de 2015 retiró su candidatura y presumiblemente se mantenga como miembro de esta organización. Además, Noruega, Islandia y Liechtenstein están dentro del Espacio Económico Europeo, por lo en estos se aplica parte de la legislación de la Unión Europea en lo que respecta al Mercado Único Europeo.
AELC tiene las siguientes instituciones:
- La secretaría que tiene su sede en Ginebra.
- El Tribunal de la AELC.
- El Consejo de la AELC.
- La Autoridad de la Vigilancia de la AELC.

## Historia

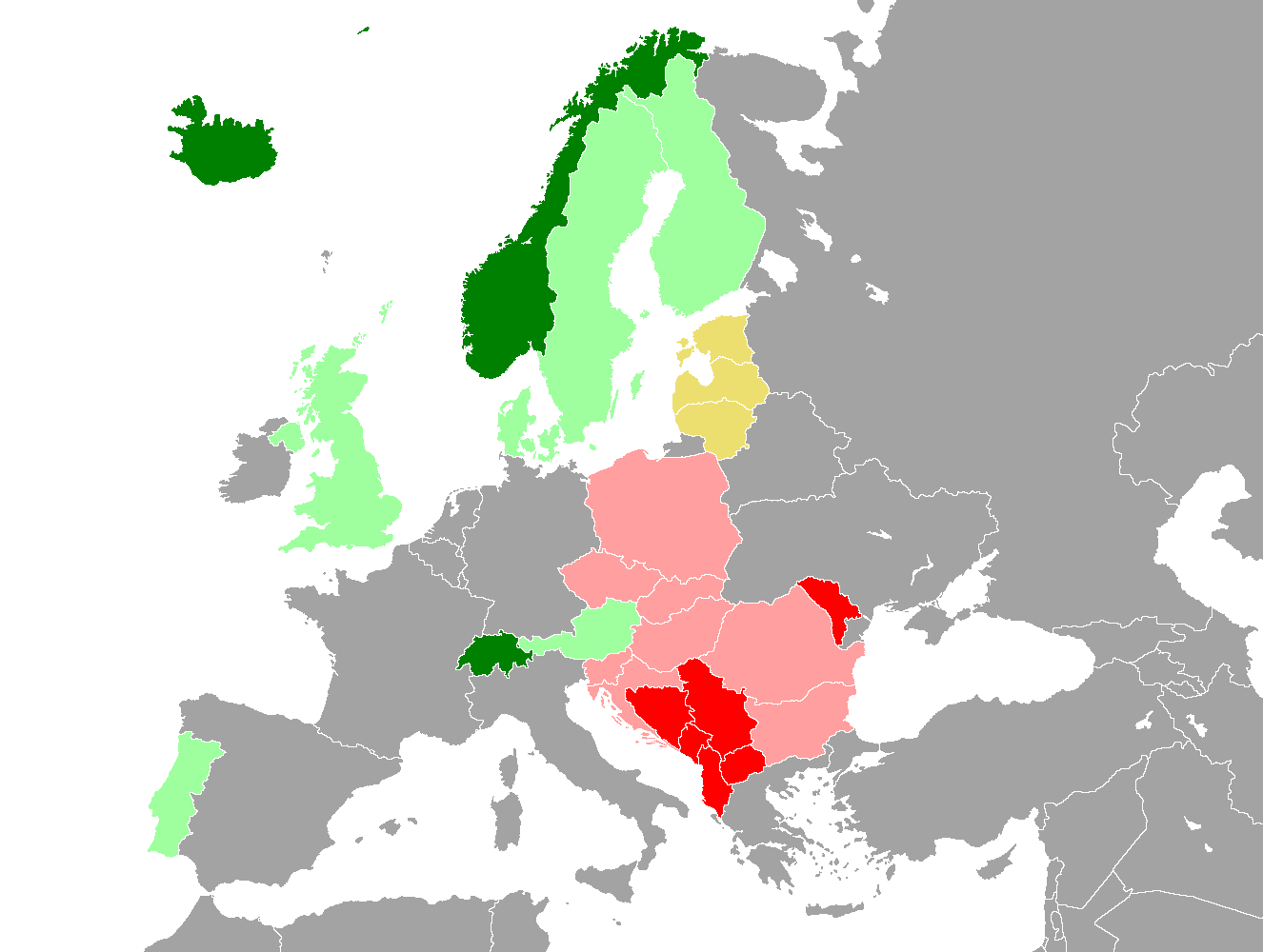
Países miembros de la EFTA
Antiguos miembros de la EFTA
Países miembros de la CEFTA
Antiguos miembros de la CEFTA
Antiguos miembros del BAFTA

La reacción británica frente a la creación de la CEE pasaría de ser indiferente a hostil por causa de su oposición a las estructuras federales y la necesidad de defender la Mancomunidad de Naciones, que se encontraba en un periodo crítico. El Reino Unido consiguió reunir a lo largo de 1959 a varios países (entre ellos algunos limítrofes a la CEE) y deciden crear la Asociación Europea de Libre Cambio.
El 4 de enero de 1960 se rubricó en el salón Dorado del Palacio del Príncipe de Estocolmo el Tratado de la Asociación Europea de Libre Cambio, su documento fundacional. Este establecía la eliminación progresiva de los derechos de aduana con respecto a los productos industriales, pero no afectaba ni a los productos agrícolas ni a los del mar.
La única diferencia primigenia entre la CEE y la AELC era el arancel aduanero exterior común, y por tanto cada miembro de esta última quedaba libre de establecer derechos aduaneros frente a terceros países.
Pese a esta modestia de medios y de propósitos se logró un aumento del comercio exterior entre sus miembros.
Pero es, al fin y al cabo, inferior si se compara con el aumento que se produjo en la CEE
la victoria de la AELC se produjo como consecuencia de la adhesión de Dinamarca y Reino Unido a las Comunidades Europeas. Por esta razón la mayoría de los países integrantes desmantelaron su protección aduanera preparándose para poder adherirse o asociarse a la CEE, disminuyendo los ingresos y la importancia de la AELC. Quedan en la actualidad solo 4 miembros: Islandia, Suiza, Noruega y Liechtenstein. También se rumorea un posible regreso a la EFTA del Reino Unido tras el referéndum del Brexit en el año 2016.[cita requerida] También está surgiendo el debate de negociar con Canadá para una posible adhesión o un gran estrechamiento con esta y con la Unión Europea.

## Países miembros de Asociación Europea de Libre Comercio
Todos ingresaron en 1961 excepto Islandia que ingresó en 1970 y Finlandia que ingresó en 1985
- Dinamarca (Abandonó la organización en 1972 para ingresar en la CEE)
- Reino Unido (Abandonó la organización en 1972 para ingresar en la CEE)
- Portugal (Abandonó la organización en 1986 para ingresar en la CEE)
- En 1991 en los países restantes se hizo un referéndum por sufragio universal para decidir si seguían en esta organización o pasaban a formar parte de la Unión Europea y el resultado fue:
  -  Austria (Abandonó la organización en 1995 para ingresar en la UE)
  -  Finlandia (Abandonó la organización en 1995 para ingresar en la UE)
  -  Suecia (Abandonó la organización en 1995 para ingresar en la UE)
  -  Islandia (Sigue en la EFTA)
  -  Noruega (Sigue en la EFTA)
  -  Suiza (Sigue en la EFTA)
  -  Liechtenstein (Sigue en la EFTA)

## Tratados comerciales
La EFTA ha negociado múltiples tratados de libre comercio que ha mantenido con la Unión Europea, entre ellos el Espacio Económico Europeo que le otorga acceso al mercado común (excepto Suiza). Además tiene otros 25 tratados de libre comercio con 35 países. En los últimos años la EFTA ha firmado acuerdos comerciales con México en el 2001, con Croacia, Jordania y Macedonia del Norte en el 2002, Singapur en 2003, con Chile en 2004, con Túnez en 2005, con Corea del Sur en 2006, la SACU en 2008, con Canadá en 2009, con Albania y Perú en 2010 , con Colombia en 2011, con Costa Rica en 2014, con Panamá en 2014, Ecuador en 2018 y con el Mercosur en 2025.